# Kralj šamana
Kralj šamana (енгл. Shaman King) je manga koju je napisao i ilustrovao Hirojuki Takei. Manga prati avanture Joa Asakure i njegove napore da poboljša svoje veštine i da postane Kralj šamana na Šamanskom turniru. Takei je izabrao šamanizam kao glavnu temu jer ga je začudilo što do tada niko drugi nije istražio tu temu u manga formatu.
Manga je prvobitno objavljena u nedeljnom časopisu Weekly Shōnen Jump između 1998. i 2004. godine. Izdavačka kuća Šueiša je sakupila sva indiviudalna poglavlja i objavila ih u 32 tankobona, s tim da je kasnije urađena nova kanzenban verzija koja je sadrži nova poglavlja i pravi kraj. Manga je prvi put adaptirana u anime seriju 2001-2002. godine u produkciji studija TV Tokyo, NAS i Xebec, i prikazivala se na japanskom kanalu TV Tokyo kada je ubrzo postala fenomen i proizvela mnoge igrice, sličice i ostale reklamne materijale. Druga anime adaptacija, koja pokriva svih 35 tomova mange, emitovala se 2021-2022. godine.
U Severnoj Americi, Viz Media je kupila licencu za mangu i od marta 2003. do avgusta 2007. godine objavljivala mangu u američkom izdanju časopisa Shonen Jump. Korporacija 4Kids Entertainment je dobila licencu za prvi anime serijal, te je 2003. prikazivala na kanalu Fox Box. U Srbiji, televizijska stanica Hepi TV (odnosno Košava TV) je preuzela američku sinhronizaciju, prevela srpski jezik i 2006-2007. puštala na svom kanalu. Korporacija 4Kids je takođe proizvela ekskluzivne igrice ovog naslova i prodavala ih kako u Severnoj Americi tako i u Evropi.

## Radnja
Priča prati šamana i medijuma Joa Asakuru i njegovog najboljeg druga Mantu Ojamadu („Morti”, nekada i „Šorti” kod nas). Kako bi postao Kralj šamana i upoznao Veliku Dušu (engl. the Great Spirit) koja može da ispuni svaku želju i izmeni svet, Jo mora da učestvuje u Šamanskoj borbi koja se održava svakih 500 godina i postane Kralj šamana. Ubrzo upoznajemo Anu Kjojamu, njegovu verenicu, koja ga svojim ubitačnim treninzima priprema za takmičenje. Kako se njihova avantura nastavlja, upoznaju Rjua („Rio” kod nas) , Tao Rena („Len”), Horohoroa („Trej Trkač”), Fausta VIII, Lizerga Ditela („Lajserž”), Čokolava Makdonela („Džoko”) i mnoge druge likove.
Tokom Šamanske borbe, Jo upoznaje Haa Asakuru („Zik”), jakog šamana koji želi da uništi čovečanstvo kako bi stvorio svet u kome žive samo šamani. Na kraju takmičenja, ostaju samo Joov tim, grupa poznata kao X-Laws („Odmetnici pravde”) i Haov tim. Međutim, prva dva tima se predaju i Hao postaje Kralj šamana. Dok se Hao spaja sa Velikom Dušom, Jo i ostali odlučuju da ga napadnu. Kako bi ga porazili, prvo moraju da poraze pleme Pač čija je dužnost da služe novog Kralja šamana.
Nakon što ih poraze, Hao, koji je uspeo da se spoji sa Velikom Dušom i postane Kralj šamana, krade njihove duše i upija ih u svoje telo. Jo, Ren, Horohoro, Lizerg i Čokolav se unutar Velike Duše bore protiv Haa, koristeći se legendarnim duhovima: duhom Zemlje, duhom Gromova, duhom Kiše, duhom Vatre i duhom Vetra. U toku borbe, otkrivaju da je Hao pitao Veliku Dušu da mu vrati dušu svoje majke. Zajedno sa Anom, uspevaju da vrate dušu njegove majke i Hao odlučuje da odloži svoj plan kada mu majka kaže da treba da oprosti ljudima koji su je ubili.
Sedam godina kasnije, Hana Asakura na stanici čeka pet legendarnih ratnika i svoje roditelje, Joa i Anu.

## Počeci i inspiracija
Dok je još uvek radio kao asistent za Nobuhiroa Vacukija, autora poznate mange Rurouni Kenshin, Takei je podelio svoju ideju sa ostalim asistentima među kojima je bio autor mange One Piece, Eičiro Oda. U tom periodu je radio na Kralju šamana samo kada je imao slobodnog vremena.
Odlučio se za šamanizam jer se niko do tada nije bavio tom temom u manga formatu. Ubacio je svoju ličnost i verovanja u priču, a šamanizam ga je zanimao, te je „istraživanje te teme bio logičan izbor”. Osim toga, znao je da će kroz tu temu moći da se pozabavi različitim kulturama i njihovom vezom sa preminulima i duhovima. Iskoristio je englesku reč Shaman u naslovu jer mu se svidela i nije mogao da nađe adekvatan prevod za nju u japanskom jeziku. Osim šamanizma, bio je inspirisan hip-hopom i repovanjem, što se odrazilo na njegov crtački stil.
Kaže da je prvo smislio likove, pa tek onda priču jer „priče se razvijaju iz likova”. Rekao je i da je „u stvaranju likova najvažnija originalnost,” te je njima želeo da pokaže različite kulture, iskustva i ideologije. Na pitanje kako će se miroljubivi šamani boriti u Šamanskim borbama, rekao je da se Šamanske borbe osvajaju „snagom duše,” i da je pouka Kralja šamana da se ne treba boriti.

## Franšiza

### Manga

#### Šueišinoizdanje
Mangu je napisao i ilustrovao Hirojuki Takei, a izdavala kuća Šueiša. Objavljivala se od 30. juna 1998. u nedeljnoj manga reviji Weekly Shōnen Jump, da bi na kraju, 30. avgusta 2004. godine, bila zbrzana i iznenada završena. Prvih 275 poglavlja je spojeno i objavljeno u 31 tankobon. Prvi tom je objavljen 3. decembra 1998., dok je 31. objavljen 4. oktobra 2004. godine. Poslednji, 32. tom je trebalo da bude objavljen 3. decembra 2004, ali je Šueiša pomerila datum rekavši da će ga objaviti samo ako barem 50,000 ljudi bude tražilo da se objavi. Stoga, 32. tom je objavljen 5. januara 2005. godine. Uz njega je objavljena dodatna, spinof priča Funbari no Uta („Pesma iz Funbarija”) koja je imala svega pet poglavlja. Priča se odvija sedam godina nakon završetka mange i prati Hana Asakuru, Joovog i Aninog sina, koji zajedno sa Rjuom pokušava da nađe Pet Elementalnih Ratnika pre nego što se otvori gostionca „Funbari banja”.
Takei tvrdi da manga nije ukinuta zato što nije bila popularna, već da nije više mogao da prati želje obožavatelja. Tražili su da uvede određene aspekte karakteristične za šonen žanr što je, po njegovom mišljenju, narušavalo originalnost priče. Stoga je 2007. godine objavio da će 2008. završiti mangu i da će imati kraj kakav je on zamislio. Cela manga je vremenom objavljena u 27 kanzenban toma pod nazivom Shaman King Kanzen-Ban („Savršeno izdanje Kralja šamana”) i sadržala je „pravi kraj”. Novi kraj je objavljen na zvaničnom Kanzen-Ban sajtu. Prvi tom „Savršenog izdanja” je izdat 4. marta 2008. godine, dok je poslednji, 27. tom objavljen 3. aprila 2009. godine. Pet godina nakon završetka serije, kada je kanzeban bio gotov, Takei je rekao: „obožavatelji su se baš načekali, pa se nadam da ih neću razočarati”. Za njega je kraj bio „velika odgovornost,” ali mu je ujedno bilo zabavno da izmeni priču i napravi je u ono što je hteo. Šesnaest tomova Kralja šamana je takođe objavljeno u časopisu-knjizi, Shueisha Jump Remix u periodu od 1. aprila 2011. do 28. oktobra 2011. godine.
Viz Media je kupila licencu za mangu, prevela je na engleski jezik i od 2003. do 2007. godine je objavljivala u američkom Shonen Jump-u. Kasnije se samo izdavala kao grafički roman jer je Viz hteo da se što pre sve objavi. Prvi tom je objavljen u avgustu ili septembru 2003. godine, a poslednji, 32. tom je objavljen 4. januara 2011. godine. Korporacija Madman Entertainment u Australaziji je otkupila i objavljivala mangu od 10. februara 2009. do 10. septembra 2011. godine. Objavljivana je i u Brazilu (Editora), Francuskoj (Kana), Nemačkoj (Carlsen Comics), Italiji (Star Comics), Norveškoj (Schibsted Forlagene), Rusiji (Comix-ART), Singapuru (Chuang Yi), Španiji (Editores de Tebeos), Švedskoj (Bonnierförlagen) i Vijetnamu (Kim Đồng Publishing House).

#### Kodanšinoizdanje
Izdavačka kuća Kodanša je decembra 2017. godine otkupila Kralja šamana, i 1. januara 2018. godine je na svom sajtu objavila da će u čast dvadesetogodišnjice mange izdati 35 toma originalnog „Kralj šamana” u formatu e-knjige sa sve novim naslovnim stranama. Digitalna verzija se izdavala od 27 aprila, do 1. oktobra 2018. godine, a 1. juna 2020 objavljeno je prvih pet tomova u fizičkom formatu. Ostali tomovi su objavljeni po istom principu, svakog sedamnaestog u mesecu, s tim da su 33. i 34. tom izašli 15. aprila,  a poslednji tom 15. oktobra 2021. godine.
ComiXology i Kodansha USA su jula 2020. godine objavili da će digitalno izdati svih 35 tomova mange sa pravim krajem, ali je datum pomeren na oktobar iste godine.  je takođe objavila da će od proleća 2021. godine izdavati mangu u fizičkom izdanju, ali u 12 knjiga od po tri toma. Prvi tom je izašao 31. marta 2021. godine.

#### Nastavci, prednastavci, kratke i dodatne priče
i 
Desetog novembra 2011. godine, u Jump X-u, objavljena je jednokratna priča (one-shot) pod nazivom Zero stories koja predstavlja prednastavak Kralja šamana i bavi se prošlostima samih likova.Važno je napomenuti da Zero-u prethodi kratka priča od 33 strane zvana Mappa Douji koja je bila u sklopu fenbuka i objašnjava Haovo detinjstvo i povezuje se sa, odnosno prethodi, šestom i sedmom poglavlju iz Zero-a. Šueiša je u prvom izdanju Zero-a takođe objavila da će manga dobiti nastavak, Shaman King Flowers („Cveće Kralja šamana”) koji će se baviti Hanom Asakurom i njegovim avanturama. Nastavak je počeo da se objavljuje 10. aprila 2012., i zajedno sa Zero stories, završen je 10. oktobra 2014. godine kada je magazin ugašen. Dva toma Shaman King Zero-a objavljena su 10. maja 2012. godine i 19. januara 2015. godine. Flowers manga je izdata u šest tankobona u periodu od 10. avgusta 2012. do 19. decembra 2014.
Nastavak Flowers-a pod nazivom  („Kralj šamana: super zvezda”) je 17. aprila 2018. imao prolog od tri poglavlja, pa je sama manga počela da se objavljuje 17. maja iste godine, s tim da je prvi tankobon izdat 15. novembra. U periodu od decembra 2018. do juna 2019. godine, manga se nije izdavala. Drugi tom je objavljen 16. avgusta 2019. godine, a kada je 17. decembra iste godine objavljen treći tom, rečeno je da se manga privodi kraju.
 i 
Dodatna priča, odnosno spinof, pod nazivom  („Kralj šamana: crveno-grimizni”) koju je napisao Takei, ali ilustrovao Džet Kusamura, 15. juna 2018. godine je objavljena u časopisu Magazine Edge, i prati Tao porodicu tokom Flowers i The Super Star nastavaka. Prvi od četiri toma objavljen je 15. novembra iste godine. Manga se nije izdavala u periodu između januara i maja 2019. godine, a završena je 17. januara 2020. godine. Poslednji, četvrti, tom ove mange izdat je 17. marta 2020. godine. Iste godine, 17. aprila, Kusamura je započeo novu spinof mangu pod nazivom Shaman King: Marcos (マルコス, Marukosu) koja je isto povezana sa nastavcima i bavi potragom za Markom, kapetanom grupe X-Laws.
Kodansha USA je u julu 2020. godine objavila da je dobila licencu za Shaman King: Zero, Shaman King: Flowers, Shaman King: Super Star i Shaman King: Red Crimson i da će početi da ih izdaje na engleskom od avgusta 2020. godine. Međutim, datum je pomeren; Zero, Flowers i Red Crimson su objavljeni u digitalnom izdanju u oktobru, a Super Star u decembru 2020. godine.
Još jedan spinof je od 1. decembra 2020. godine počeo da se izdaje u magazinu Nakayoshi. Mangu je ilustrovala Kjo Nuesava, i za razliku od prethodnih naslova, Shaman King & a garden spada u šođo žanr. Priča prati članove Haovog tima, Hana-Gumi. Prvi od četiri toma je objavljen 15. aprila 2021., a poslednji 17. avgusta 2022. godine.
Desetog jula 2021. godine, počela je da se izdaje još jedna spinof manga pod nazivom Shaman King: Faust8 – The Eternal Eliza. Mangu je ilustrovala Aja Tanaka i bazirana je na romanu Shaman King Faust8: Eien no Eliza autorke Kakeru Kobaširi. Manga se izdavala na Kodanšinoj aplikaciji Magazine Pocket.

### Anime

#### Prva adaptacija (2001)
Seriju je režisirao Seidži Mizušima. Takei je na početku nadgledao produkciju, ali je morao da se povuče jer je još uvek radio na mangi i nije imao vremena. Septembra 2020. godine, Mizušima je objavio da druga polovina priče nije bila njegova ideja, nego da su je predložili nadležni iz Šueiše. Anime je imao ukupno 64 epizode (plus pet specijala) koje su se puštale na japanskoj stanici TV Tokyo u periodu od 4. jula 2001. do 25. septembra 2002. godine. U Americi, korporacija 4Kids Entertainment je sinhronizovala seriju i puštala je na kanalu FoxBox od 6. septembra 2003. godine. U Srbiji, televizijska stanica Hepi TV (odnosno Košava TV) je preuzela američku sinhronizaciju, prevela na naš jezik i 2006-2007. puštala na svom kanalu.

#### Druga adaptacija (2021)
Bivši predsednik  studija i trenutni predsednik  studija, Masao Marujama je 2015. godine na konvenciji Otakon rekao da želi da obnovi seriju. Takei je 2017. godine na Tviteru rekao da je dobio ponudu za rimejk, ali da ju je odbio jer ne bi mogao da koristi originalne glasovne glumce i muziku.
Ipak, juna 2020. godine objavljeno je da će Kralj šamana dobiti novi anime koji će adaptirati 35. tomova mange i sadržati pravi kraj. Prva epizoda emitovana je 1. aprila 2021., a poslednja 21. aprila 2022. godine. Produkciju druge adaptacije vršio je studio Bridge sa Džodžijem Furutom kao režiserom, Šodžijem Jonemurom kao scenaristom, Satohiko Sano kao karakter dizajnerom i Jukijem Hajašijem kao kompozitorom. Joko Hikasa daje glas Jou Asakuri, dok Megumi Hajašibara (Ana Kjojama), Kacujuki Koniši (Amidamaru) i Minami Takajama (Hao Asakura) opet pozajmljuju svoje glasove pomenutim likovima. Netflix je od 9. avgusta 2021. godine počeo da pušta seriju na svojoj platformi.
Nakon što je emitovana poslednja epizoda, najavljeno je da će serijal dobiti nastavak koji će adaptirati Flowers mangu. Vest je potvrđena marta 2023. godine, kao i da će prva epizoda izaći januara 2024.

### Karte
Kartice na razmenjivanje, nalik onih iz Pokemon serijala, 2005. godine su puštene na tržište u Americi. Prodavala ih je kompanija Upper Deck, a proizvela ih je japanska kompanija Tomy. Naposletku je Upper Deck imao puna prava na njih, ali ih je kasnije Blockbuster Video preuzeo. Nameravali su da prodaju kartice od 28. januara do 15. februara 2005. godine, nakon čega bi se prodavale i u drugim prodavnicama. Kori Džouns, direktor za razvoj novih proizvoda u Upper Deck-u je u intervjuu rekao da su kartice povučene sa tržišta zbog sve lošijeg prijema anime serije.
Dvanaestog maja 2021. godine, objavljena je kolaboracija sa Cardfight!! Vanguard overdress-om, kompanije Bushiroad TCG. Prvi set karata je planiran za 5. novembar 2021, a drugi za proleće 2022. godine.

### Video igre
Ima ukupno trinaest video igara baziranih na Kralju šamana. Prva igra, Shaman King Chō Senji Ryakketo Funbari Hen, puštena je na tržište 21. decembra 2001. godine, međutim samo u Japanu. Konami i 4Kids Entertainment su napravili sopstvene igrice bazirane na ovom naslovu i prodavali su ih kako u Severnoj Americi, tako i u Evropi. Likovi iz Kralja šamana su se takođe pojavili u igricama Jump Super Stars i Jump Ultimate Stars.

### Ostalo
Objavljena su dva lajt romana 25. decembra 2001. i 23. avgusta 2002. godine. Napisao ih je Hideki Micui, a ilustrovao Hirojuki Takei. Osim njih, 30. aprila 2004. godine objavljen je fenbuk pod nazivom Shaman Kingu Kōshiki Fan Bukku - Mankin Bukku, kao i dva vodiča – prvi, Shaman Kingu Kyarakutāzu Bukku – Manjien, objavljen 4. juna 2002. godine, bio je baziran na originalnoj verziji, dok je drugi Shaman Kingu Kazenban Saishū Kōshiki Gaidobukku Mantarite bio baziran na verziji sa takozvanim pravim krajem i objavljen je sedam godina nakon prvog vodiča. Kodanša je 15. novembra 2018. godine objavila Faust 8: Eien no Eliza, roman autora Kakerua Torabaširija. Iste godine, 30. novembra, objavljena je i knjiga o likovima. Od ostalih reklamnih materijala, u Japanu su se prodavali privesci, akcione figure, odeća i ostale igračke.

## Prijem

### Javnost
Po podacima iz 2011. godine, u Japanu je prodato 26 miliona kopija originalne mange od 32 toma. Taj broj je porastao na 35 miliona u martu 2020. godine.
Verzija sa pravim krajem, vodič, oba Zero toma, prva četiri Flowers toma i  serijal bili su na listi bestselera kako u Japanu tako i u Americi (The New York Times, Nielsen BookScan, Diamond Comic Distributors). ICv2, severnoamerička kompanija, objavila je 2008. godine da je Kralj šamana bio 24. na listi najboljih mangi te godine. Poslednja epizoda anime serijala je u Japanu imala ocenu od 9.5, a 2001. godine je bila šesta najbolja serija na Animage-u, a 47. od 100 na anketi televizijske stanice TV Asahi. Čak je i prodato 165 miliona kartica na razmenjivanje.

### Kritičari
Džastin Friman iz Anime News Network-a je kritikovao prvi tom, rekavši da su duhovi deus ex machina i da „serijal ne ide u dobrom smeru”. Sa druge strane, Aleksandar Hofman (Comics Village) rekao je „u prvom tomu je najbitnije da se razvije veza između Joa, Amidamarua i Mante, duhovi su manje bitni”. Holi Elingvud (Active Anime) je rekla da joj se sviđa kako je Takei uspeo da ubaci razne mitove u priču i da su akcija i svet jedinstveni za šonen žanr. Lori Henderson (Manga Life) je pohvalila mangu rekavši da joj se sviđaju borbe i to da „svi, uključujući i zlikovce imaju svoje unutrašnje demone i razlog da se bore”. Kritičar iz The Star-a je pohvalio Takeija, rekavši da su mu svi likovi jedinstveni i zanimljivi. Džon Džakala (ANN) je bio impresioniran njegovim jedinstvenim, „grafiti” stilom. Šina Meknil (Sequential Start) je rekla da je stil „blesav,” ali da je „detaljan, čist i da crta odlične ekspresije”. Takođe je rekla da je Takei „uspeo da modernizuje šamanizam, ali i da održi fantaziju u njemu”.
Eduardo Čavez (Mania) je rekao „ume da bude super, ali ponekad je dosadno”. Ketlin Bekster (School Library Journal) je rekla da je Kralj šamana pun akcije i likova tipičnih za šonen žanr i da ima veoma jednostavnu priču. Međutim, Margaret Veira (Active Anime) je rekla da priča kasnije postaje kompleksnija. S druge strane, kritičar Džekson Tompson kaže da od 20. toma pa nadalje, priča „ode tamo negde”. Po njemu, osim što se stil polako pogoršavao, smanjio se i broj borbi. „Njihovog protivnika,” kaže on „ne može da porazi sirova snaga, stoga priča sklanja fokus sa borbi i prebacuje ga na neočekivane izdaje, veze i domišljate (ponekad konfuzne) šeme”. Leroj Doreso (Comic Book Bin) dodaje da je poslednji tom pogotovo razočaravajuć. Tompson je takođe bio razočaran krajem prve verzije, ali je napomenuo da je takozvani pravi kraj „odličan,” i da je „sličan Akiri autora Kacuhira Otoma i nekim američkim stripovima kad su u pitanju bića sa natprirodnim moćima.”

## Spoljašnje veze
- (језик: јапански)
- Kralj šamana na enciklopediji sajta Anime News Network (језик: енглески)